# Hemistola lissas
Hemistola lissas là một loài bướm đêm trong họ Geometridae.